# Alexander Meier
Alexander Meier (Buchholz in der Nordheide, 17 de janeiro de 1983) é um ex-futebolista alemão que atuava como meio-campo. 

## Carreira
Tendo passado por diversos clubes nas categorias de base, seu primeiro clube profissional acabou sendo o St. Pauli, onde chegou por empréstimo de dois anos do Hamburgo.
Em sua primeira temporada no pequeno clube, disputou apenas duas partidas pela equipe principal, fazendo, ironicamente, sua estreia contra o Hamburgo, que venceu a partida por 4 x 0. A partida ocorreu em 19 de abril de 2002, meses após sua chegada, ainda no ano anterior. Na temporada seguinte, sua última no clube, com o clube disputando agora a segunda divisão alemã (foi rebaixado na temporada anterior), Meier teve uma maior participação pela equipe, disputando durante a temporada um total de 25 partidas, com sete gols marcados.
Em seu retorno ao Hamburgo, não conseguiu atuar muito, participando de apenas quatro partidas pela equipe principal e mais seis pela segunda equipe, o Hamburgo II. Deixou o mesmo para a temporada seguinte, assinando com o Eintracht Frankfurt.
Disputando novamente a segunda divisão alemã, teve uma participação importante no retorno do clube a primeira divisão com seus nove gols em 34 partidas. Nessa temporada, chegou a marcar seu primeiro hat-trick (três gols) como profissional, na vitória por 3 x 0 sobre o Energie Cottbus. Na temporada seguinte, apesar do clube passar o campeonato lutando contra o rebaixamento (terminou apenas duas posições acima da zona de rebaixamento),[carece de fontes?] o mesmo conseguiu classificar-se para a Copa da UEFA, após chegar à final da Copa da Alemanha, a qual perdeu para o Bayern München por 1 x 0. Entretanto, Maier disputou apenas três partidas no torneio europeu, e o Eintracht terminou eliminado ainda na fase de grupos.
Maier passou a se tornar o grande destaque do clube a partir da temporada 2011/12, quando disputava novamente a segunda divisão alemã pelo clube. Mesmo não tendo conseguido o título novamente (desta vez terminou com o vice-campeonato), Maier terminou como o principal nome do clube e artilheiro do campeonato, com 17 gols. A seguinte, continuou no início do campeonato como o principal nome do clube, marcando onze vezes nas 17 primeiras partidas.

## Títulos
Eintracht Frankfurt
- Copa da Alemanha: 2017–18

### Individual
- Artilheiro da 2.Bundesliga: 2011–12
- Artilheiro da Bundesliga: 2014–15 (19 gols)
- Setimo maior artilheiro do Eintracht Frankfurt